# Cesare Saccaggi
Cesare Saccaggi (Tortona, Piemont, 7 de febrer de 1868 - Tortona, Piemont, 3 de gener de 1934, va ser un pintor i cartellista italià.
Des de jove va demostrar habilitats artístiques que li van cridar l'atenció del baró Alessandro Cavalchini Garofoli, pintor aficionat, de qui va aprendre els primers enfocaments del dibuix artístic i la figura. Els resultats van ser tan emocionants que Saccaggi es va inscriure a l'Acadèmia Albertina un cop l'any el 1874. Va debutar el 1889 al promotor de Torí amb un estudi de petroli. El 1895 va participar per primera vegada a la Biennal de Venècia amb la seva obra Contrasti. El mateix any va estar al Turin Promoter amb Mother!, A la Permanente de Milà amb In castigo i al Circolo degli Artisti de Torí amb orfes i un retrat en aquarel·la. El 1897 va crear la primera cartellera del Moscato Spumante de F.lli Gancia di Canelli, que va ser seguida de l’altra per a la Gran Festa dels Artistes al Teatro Regio de Torí. L’èxit de Saccaggi a l'entorn social de Torí es confirma pel fet que al Gran Veglione degli Artisti el 1898 un retrat de la seva mà juntament amb un ventall pintat per Giacomo Grosso i un ventall pintat per Follini van guanyar el premi al més sumptuós. i vestuari original. Al Promotor de Torí l'any següent va estar present amb La piccola mugnaia i Carezze, mentre que a l'exposició dels Amics de l'Art al juny, que es va inaugurar en presència de D'Annunzio, va ser representat amb nombroses aquarel·les i pastels, inclòs Eros i Nel chiostro. El 1900 va rebre la medalla de bronze a l'Exposició Mundial Internacional de París amb el pastel Alma Natura Ave. Es va allotjar a la capital francesa, encara que no de manera continuada, fins que finalment va tornar a Tortona el 1905. Per tant, va ser elegit membre honorari de l'Acadèmia Brera. El dia 10 va participar en la Biennal de Venècia, on va presentar Apollo i Daphne, mentre apareixia un esbós de Clotho a l'Exposició Internacional de Belles Arts de Buenos Aires. L’any següent va presentar Narciso i Mater Amabilis a l'exposició de Turin Promoter. Tres anys després va participar en la Biennal de Venècia per última vegada amb Preludio i L’intrusa. No indiferent a l'esclat de la guerra, va crear la postal "intervencionista" Redemptio i el petroli Consolatrix afflictorum (1917) per al internat de l'església de Tortona. El 1918 va vendre el quadre La mamma a l’organització benèfica Pro Soldier. El 1921 les roques i les ànimes solitàries van ser enviades a l'Exposició d'Art Regional del Piemont organitzada pels Amics de l'Art de Casale. Fins a la seva mort, va participar àvidament en crítiques nacionals i internacionals. Algunes de les obres de Saccaggi estan assignades al simbolisme.

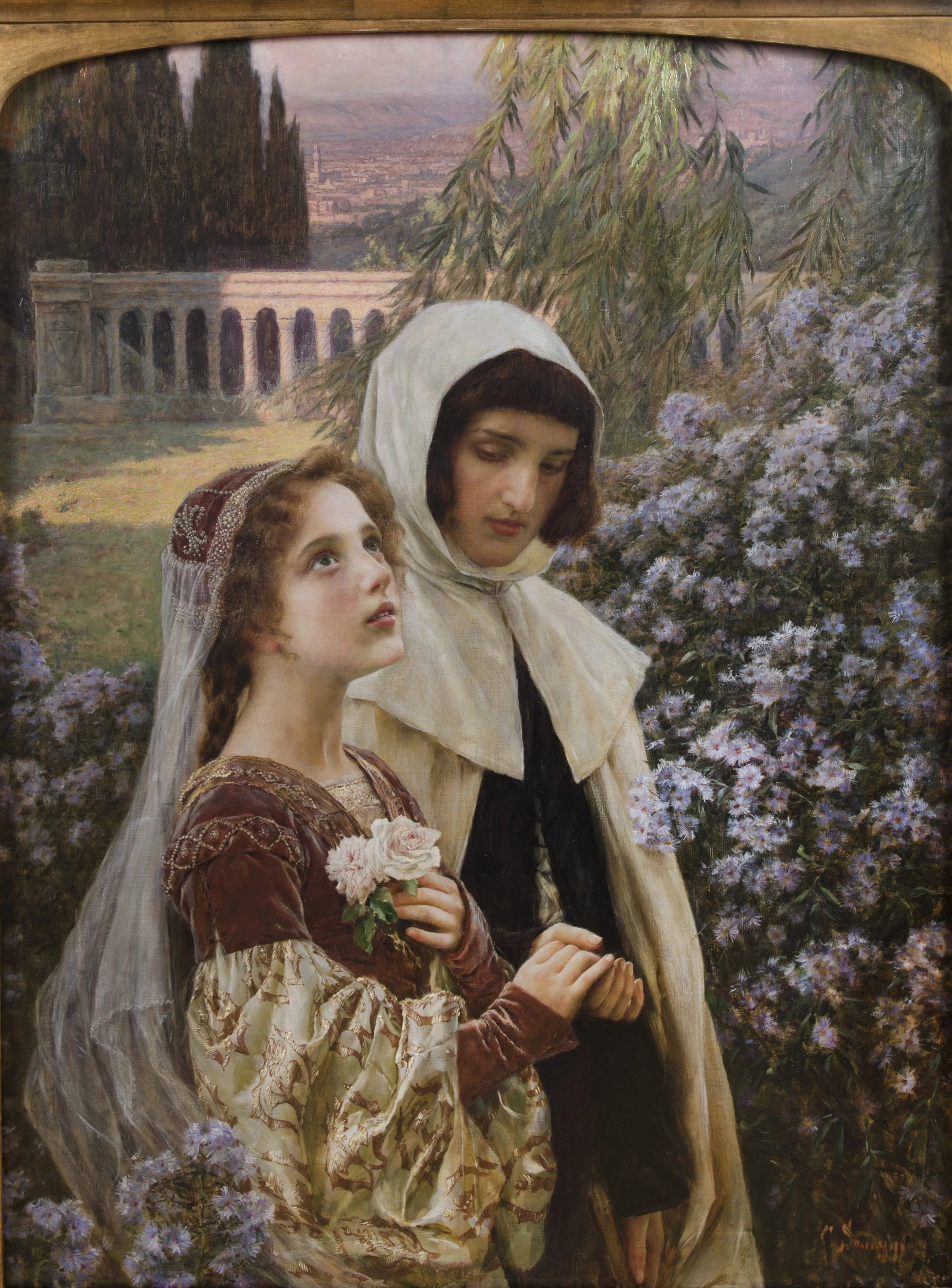
Incipit vita nova, 1903
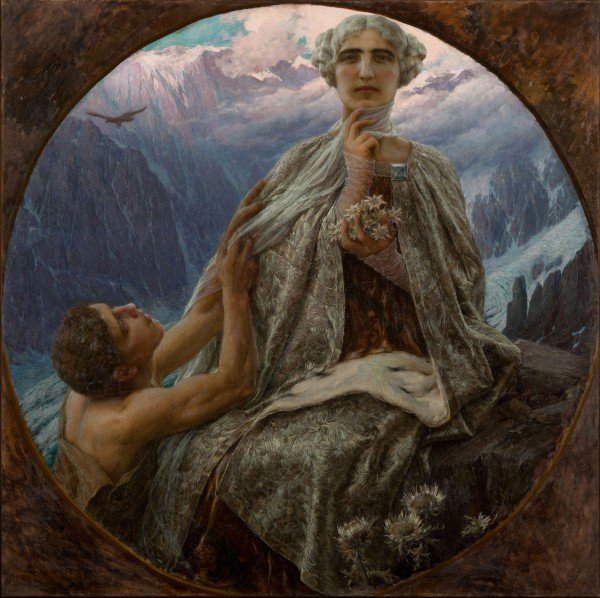
El Cim, La reina del gel, 1912.
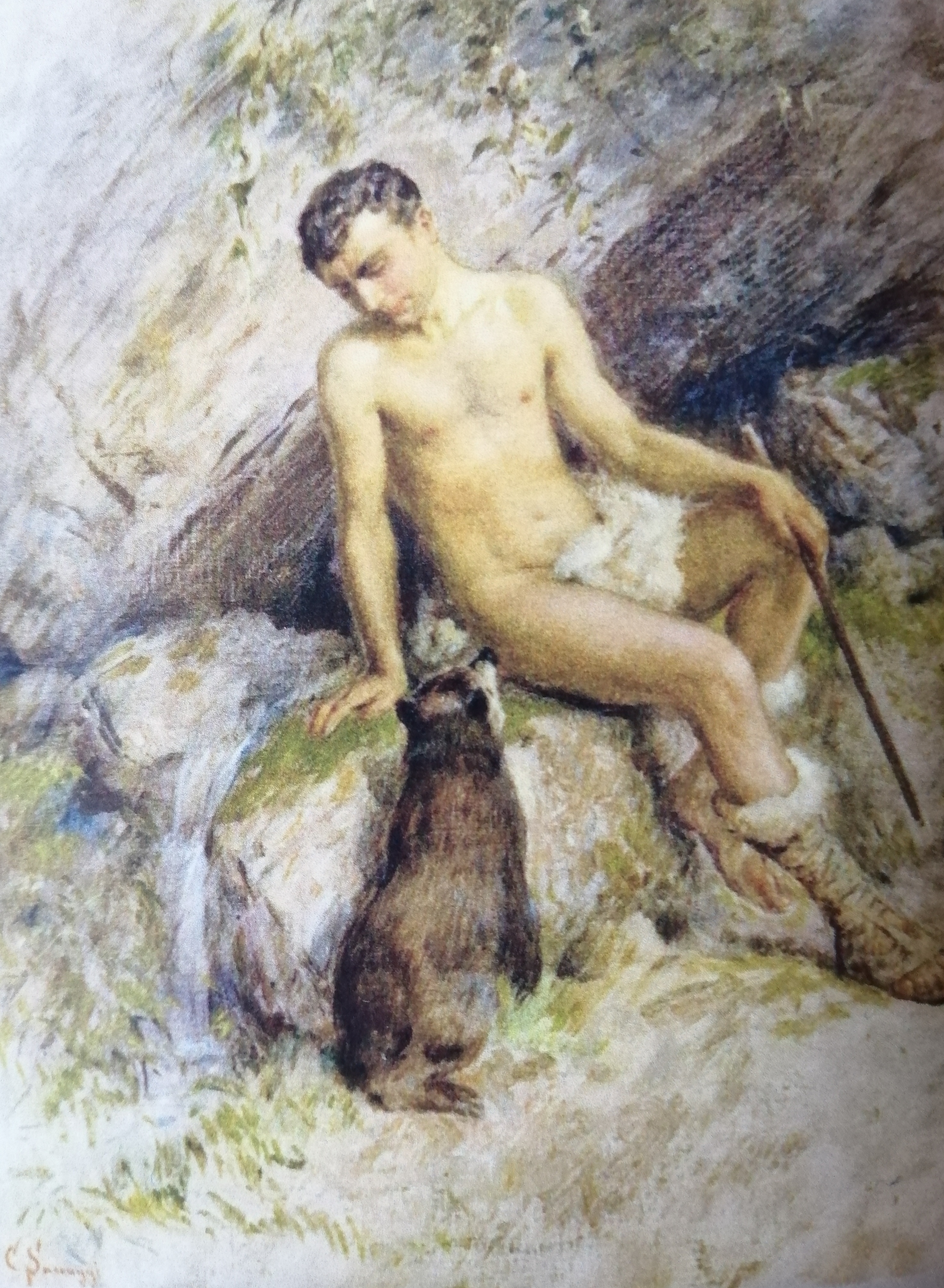
Pastor d'Arcàdia, 1927.
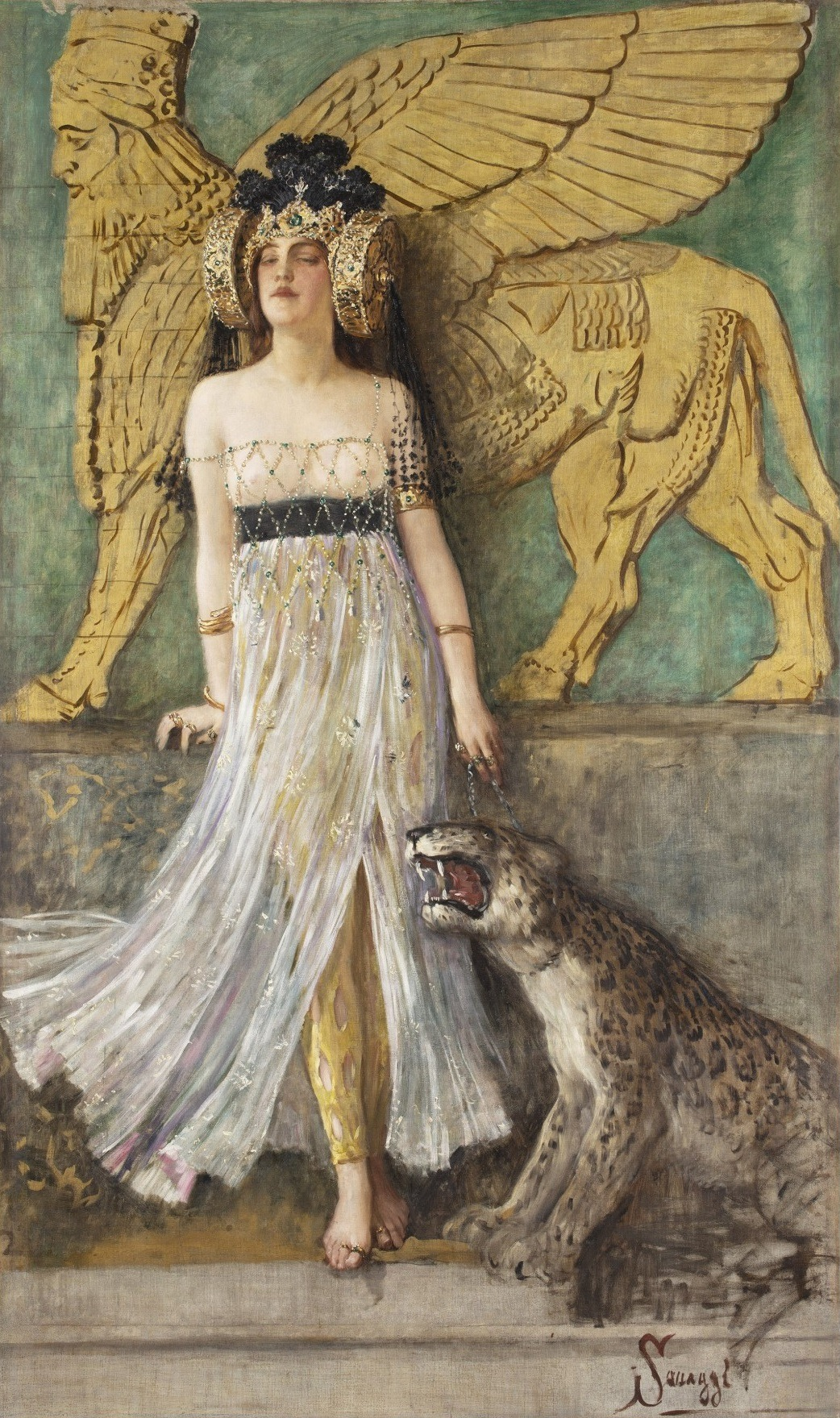
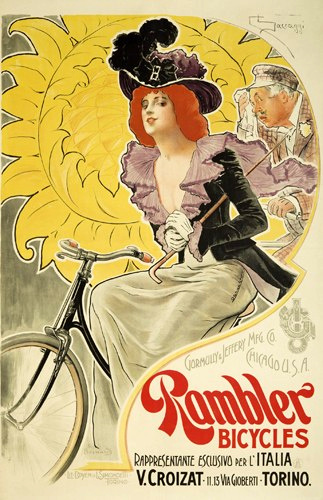
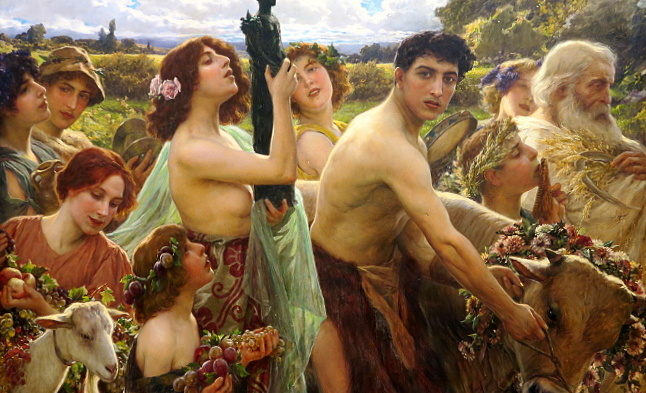
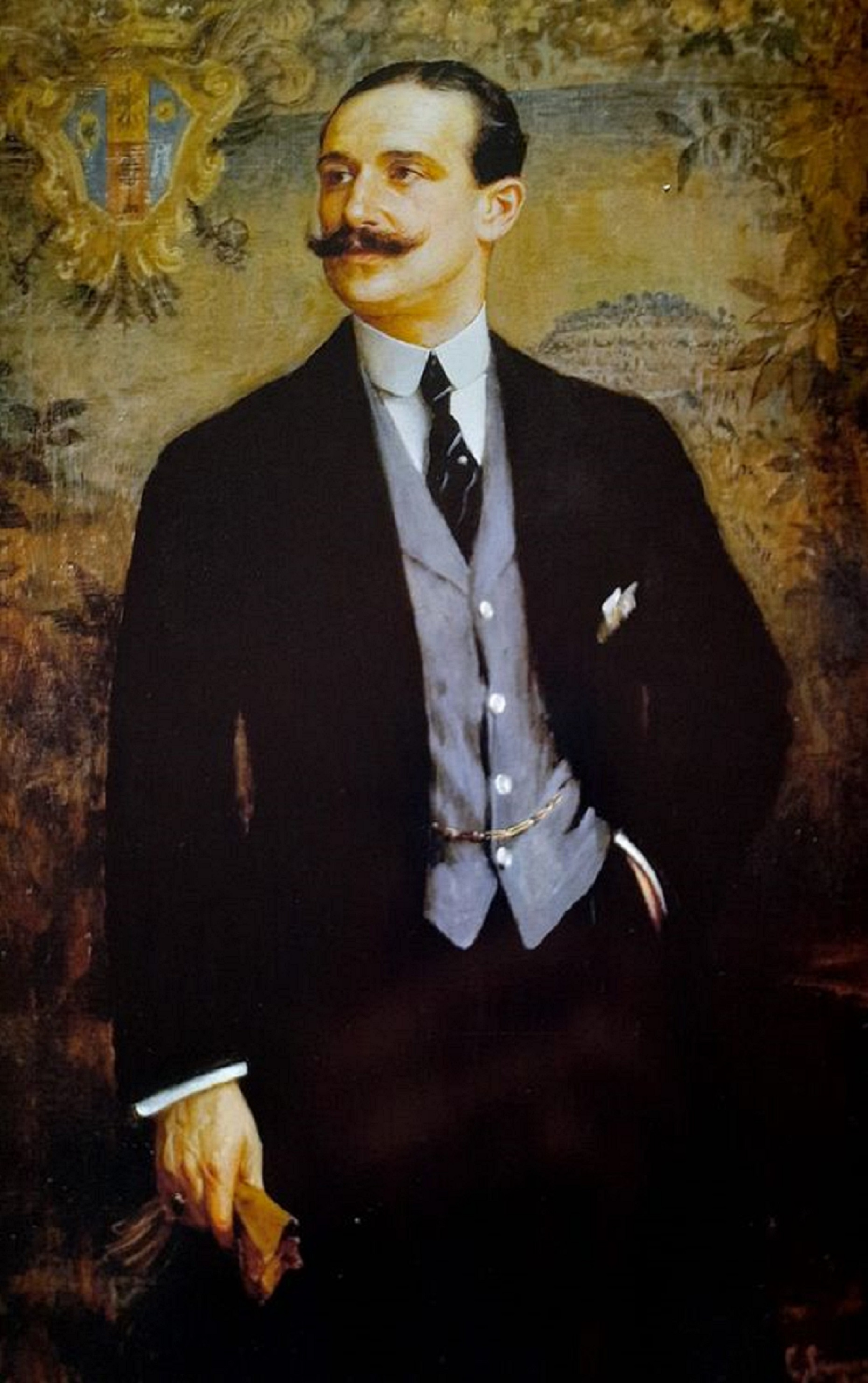
Retrato do Marquês Frascaroli Calvino, de Cesare Saccaggi da Tortona (1914).